# Unaspis kanoi
Unaspis kanoi är en insektsart som först beskrevs av Takahashi 1935.  Unaspis kanoi ingår i släktet Unaspis och familjen pansarsköldlöss.
Artens utbredningsområde är Taiwan. Inga underarter finns listade i Catalogue of Life.